# Condado de Grant (Wisconsin)
O Condado de Grant é um dos 72 condados do Estado americano do Wisconsin. A sede do condado é Lancaster, e sua maior cidade é Lancaster. O condado possui uma área de 3 065 km² (dos quais 92 km² estão cobertos por água), uma população de 49 597 habitantes, e uma densidade populacional de 17 hab/km² (segundo o censo nacional de 2000). O condado foi fundado em 1836.